# Stahlhofen am Wiesensee

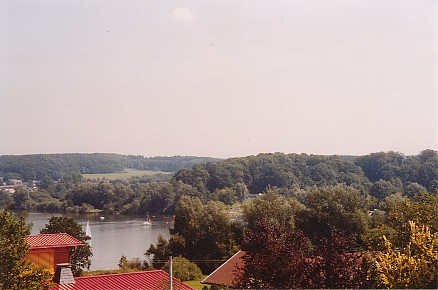
Seeblick im Sommer

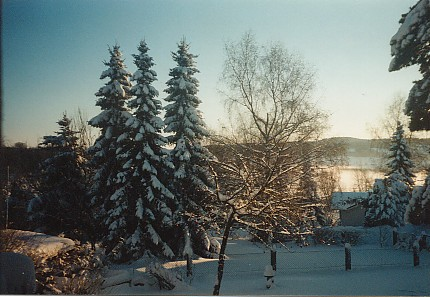
Seeblick im Winter

Stahlhofen am Wiesensee ist eine Ortsgemeinde im Westerwaldkreis in Rheinland-Pfalz. Sie gehört seit 1972 der damals neu gebildeten Verbandsgemeinde Westerburg an.

## Geographie
Stahlhofen am Wiesensee liegt 3 km nordöstlich von Westerburg, auf einer Anhöhe nahe dem westlichen Ufer des Wiesensees. Zur Gemeinde gehören auch die Wohnplätze Forellenhof, Im Rödernhahn, Winner Ufer und Campingplatz Wiesensee.
Nachbargemeinden sind: Halbs, Hergenroth, Höhn, Pottum und Winnen.

## Geschichte
Stahlhofen gehörte bis Anfang des 19. Jahrhunderts zur Herrschaft Westerburg und kam 1806 im Zuge der Bildung des Rheinbunds unter Napoleon zum Großherzogtum Berg. 1813 kam Stahlhofen vorübergehend an das Haus Oranien-Nassau und infolge des Wiener Kongresses 1815 an das Herzogtum Nassau. Unter der nassauischen Verwaltung gehörte die Gemeinde Stahlhofen zur Standesherrschaft Leiningen-Westerburg im Amt Rennerod. Im Jahr 1858 lebten in Stahlhofen 41 Familien mit 159 Einwohnern. 1866 kam das Herzogtum Nassau und damit auch Stahlhofen zum Königreich Preußen.
Den Namensbestandteil „am Wiesensee“ erhielt die Gemeinde am 1. Januar 1975.
Bevölkerungsentwicklung
Die Entwicklung der Einwohnerzahl von Stahlhofen am Wiesensee, die Werte von 1871 bis 1987 beruhen auf Volkszählungen:
| Jahr | Einwohner |
| ---- | --------- |
| 1815 | 153       |
| 1835 | 172       |
| 1871 | 128       |
| 1905 | 112       |
| 1939 | 126       |
| 1950 | 128       |
| 1961 | 140       |

| Jahr | Einwohner |
| ---- | --------- |
| 1970 | 171       |
| 1987 | 250       |
| 1997 | 398       |
| 2005 | 356       |
| 2011 | 318       |
| 2017 | 334       |
| 2023 | 364       |

## Politik

### Bürgermeister
Frank Butterweck wurde am 16. August 2019 Ortsbürgermeister von Stahlhofen am Wiesensee. Bei der Direktwahl am 26. Mai 2019 war er mit einem Stimmenanteil von 78,13 % für fünf Jahre gewählt worden. Er wurde im Juni 2024 wiedergewählt.
Butterwecks Vorgänger Günther Raspel hatte das Amt 30 Jahre ausgeübt.

### Wappen
| Wappen von Stahlhofen am Wiesensee | Blasonierung: „Spätgotischer Rundschild, gespalten durch eine eingebogene rote Spitze, darin fünf zu einem Kreuz gestellte goldene Dreiblattsteckkreuze, vorn in Gold ein blauer Wellenbalken darin ein silberner Fisch, hinten in gold drei grüne Eichenblätter.“ |
| Wappen von Stahlhofen am Wiesensee | Wappenbegründung: Die grünen Eichenblätter stellen den Erbenwald „Eigenwald“ der Gemeinden Stahlhofen, Halbs und Hergenroth dar. Der Wald stellt eine besondere Eigentumsform dar. Der von Westerburg aus vererbte Besitz ist noch heute im Besitz von Familien aus den Gemeinden. Der blaue Wellenbalken mit dem Fisch steht für den Wiesensee und den Seebach mit der darin betriebenen Fischwirtschaft. Die Farben Blau und Gold stellen die Verbindung zum Haus Nassau her, zu dem Stahlhofen einst gehörte. Die fünf goldenen Steckkreuze auf rotem Grund sind den Wappen der niederadligen Familie des Heinrich von Stahlhofen entnommen, die in Stahlhofen ihren Stammsitz hatte. Die Farbgebung der roten Spitze bezieht sich auf die Herrschaft Westerburg. |

## Kultur und Sehenswürdigkeiten

### Bauwerke
- Die denkmalgeschützte alte Dorfschule von 1830
- Siehe auch Liste der Kulturdenkmäler in Stahlhofen am Wiesensee

### Sport
Der Wiesensee hat eine Größe von ca. 80 Hektar und bietet neben Rundwanderungen die Möglichkeiten zum Baden, Segeln, Surfen und Angeln. Beim See befindet sich auch ein Golfplatz.

## Verkehr
- Nördlich der Gemeinde verläuft die B 255, die Montabaur und Herborn verbindet.
- Stahlhofen wird durch die Busse der Linie 116 (Rennerod – Westerburg – Montabaur – Neuhäusel – Koblenz) der Rhein-Mosel-Bus GmbH angefahren.
- Der nächstgelegene Anschluss an den Eisenbahnverkehr ist der Bahnhof Westerburg an der Linie RB 90, Westerwald-Sieg-Bahn (Limburg (Lahn) – Diez-Ost – Elz – Westerburg – Hachenburg – Altenkirchen – Au (Sieg) – Wissen (Sieg) – Siegen – Kreuztal). Diese wird durch die Hessische Landesbahn, Betriebsbereich Dreiländerbahn nach dem Rheinland-Pfalz-Takt betrieben.
- Die nächste Autobahnanschlussstelle ist Montabaur (40) an der A 3 Köln – Frankfurt am Main, etwa 20 Kilometer entfernt.